# Mariä Himmelfahrt (Oleszna)
Die römisch-katholische Mariä-Himmelfahrt-Kirche (polnisch Kościół Wniebowzięcia Najświętszej Maryi Panny) in Oleszna (deutsch Langenöls bei Nimptsch) in der Woiwodschaft Niederschlesien wurde von 1847 bis 1848 nach Plänen des Architekten Friedrich August Stüler erbaut. Bis 1945 diente sie der deutschen evangelischen Gemeinde als Pfarrkirche. Nach der Zwangsenteignung ist das Gebäude heute eine Filialkirche der römisch-katholischen Pfarrei des heiligen Erzengels Michael in Słupice (Schlaupitz) im Dekanat Dzierżoniów (Reichenbach).

## Geschichte

### Pfarrei
Langenöls war zunächst Kammergut der Brieger Herzöge und wurde dem Amt Rothschloß zugerechnet. Im 14. Jahrhundert schenkte der Brieger Herzog Bolesław III. es dem fürstlichen Klosterstift Leubus, das bis zur Säkularisation 1810 Eigentümer von Langenöls blieb. Damit verbunden ging auch das „jus patronatus ecclesie in villa Olsina in Nympcss districtu“ an das Kloster Leubus über. In der Reformationszeit wurden sämtliche Untertanen zu Langenöls und Umgebung evangelisch. Unter dem Schutz des Herzogs Friedrich II. von Liegnitz, der im gesamten Herzogtum Brieg die freie Religionsausübung gewährte, wurde 1533 auch dieses Gotteshaus mit einem evangelischen Prediger versehen. Als Inhaber der bischöflichen Jurisdiktionsgewalt „ius episcopale“ ignorierte der Herzog das Patronatsrecht, das in den Stiftsgütern Langenöls und Heidersdorf unbestritten dem Kloster Leubus zustand. Von 1533 bis 1554 und von 1607 bis 1654 war die Kirche von Langenöls mit Heidersdorf verbunden. 1629 berief sich der Leubuser Abt Matheus Rudolph auf das „Ferdinandische Restitutions-Edikt“ mit dem Ziel, den lutherischen Gottesdienst in der Parochie Langenöls zu unterbinden. Das Unternehmen des Prälaten scheiterte am Widerstand des Herzogs Johann Christian von Brieg. Nach dem Dreißigjährigen Krieg gewährte 1648 der Westfälische Friede den Pfarrkindern einen weiteren Schutz. Die Kirche diente zeitweise der Gemeinde Schlaupitz, die ihre Kirche an die Katholiken abtreten musste, als Zufluchtskirche. Nach dem Tode des evangelischen Pastors Johann Raussendorf am 22. August 1674 ließ der Abt Johannes XI. Reich die Pfarrerstelle vorläufig unbesetzt und 1675 nach dem Tod des letzten schlesischen Piasten Georg Wilhelm I. das Gotteshaus gänzlich für seine lutherischen Untertanen schließen. 1678 wurde die Kirche wieder für den katholischen Gottesdienst genutzt, wofür das Zisterzienserstift Mönche nach Langenöls entsandte. Nach der Altranstädter Konvention erhielt die evangelische Gemeinde die Parochialkirche 1707 zurück. Bis zur Anstellung des neuen Pastors Johann Christian Hildebrand am 4. April 1708 vollzog der Vikar Adam Panke aus Klein Kniegnitz provisorisch den Kirchendienst. Nach der Säkularisation in Preußen 1810 fiel das Kirchenpatronat an den preußischen König. Im 19. Jahrhundert gehörte die Pfarrgemeinde zum Kirchenkreis Nimptsch. Nach der Vertreibung der deutschen Bevölkerung nach 1945 wurde die Kirche für den katholischen Gottesdienst verwendet. Sie ist heute eine dem Patrozinium Mariä Himmelfahrt geweihte Filialkirche der römisch-katholischen Pfarrei des heiligen Erzengels Michael in Słupicach im Dekanat Dzierżoniów. Seit 1992 gehört sie zum Bistum Legnica. 

### Baugeschichte

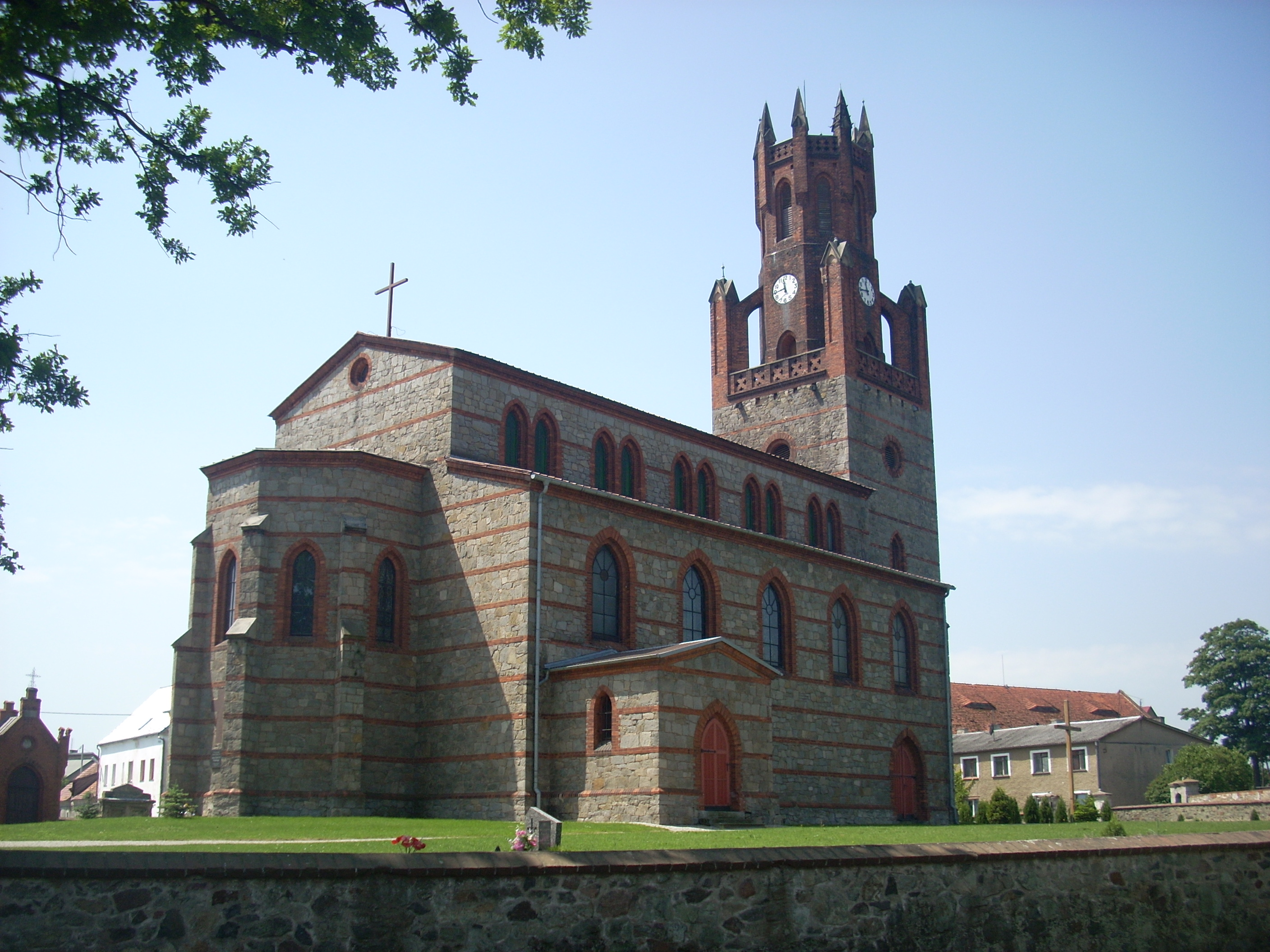
Rückansicht

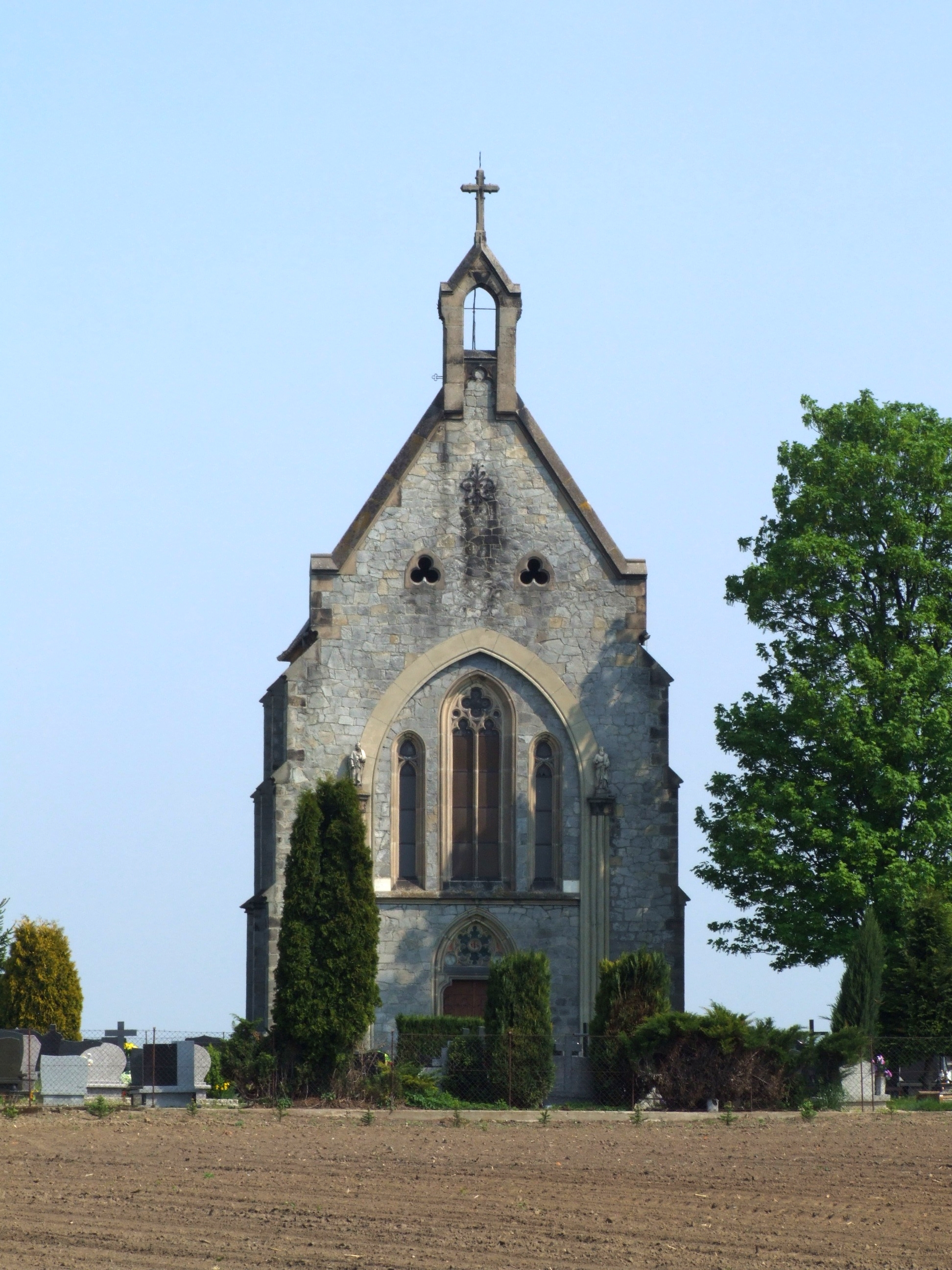
Friedhofskapelle

Der einschiffige gotische Vorgängerbau besaß einen Kirchturm mit Spitzhelm an der Frontseite. 1700 erfolgte eine Renovierung des Innenraums. Dabei erhielt die Kirche einen neuen Altar und Taufstein. Die frühere Kanzel wurde während der Amtszeit des Pastors Johann Raussendorf 1664 gefertigt. 1704 wurde im Kirchturm eine neue kleine Glocke aufgezogen. Die frühere größere Glocke Anna Mariana wurde 1483 gegossen. Die mittlere namenlose stammte von 1609. Die kleinste Glocke Antonius von Padua ließ 1704 Abt Ludoviko gießen. Diese Glocke wurde als Ersatz für eine ältere Glocke angeschafft. An den Wänden waren Grabsteine mit den Figuren der Verstorbenen von 1520, 1534, 1599 und 1618 angebracht. 1841 zerstörte ein Brand den Vorgängerbau. Mit dem Plänen zum Wiederaufbau beauftragte der preußische König den Architekten Friedrich August Stüler. Bei dem heutigen Bau handelt es sich um eine neugotische, dreischiffige Basilika aus Granitstein und einem Westturm mit achteckiger Zinnenkrone nach englischem Vorbild. Die Bauarbeiten begannen 1847 und waren bis 1848 abgeschlossen.

## Evangelische Parochie
Ende des 18. Jahrhunderts waren zur evangelischen Parochie gepfarrt:
- Langenöls (dem Stift Leubus gehörig)
- Karlsdorf (den Herren von Schickfuß gehörig)
- Petersdorf (den Herren von Poser gehörig)

Gastgemeinden:
- Mellendorf (Kreis Reichenbach)
- Schlaupitz (Kreis Reichenbach)
- Kuchendorf (Kreis Reichenbach)
- Nieder-Seifersdorf (Kreis Reichenbach)
- Domitz (Kreis Nimptsch)

Mitte des 19. Jahrhunderts waren zur evangelischen Parochie gepfarrt:
- Langenöls (1009 Einwohner, 718 evangelisch)
- Karlsdorf (156 Einwohner, 139 evangelisch)
- Petersdorf (222 Einwohner, 190 evangelisch)

Gastgemeinden im Kreis Reichenbach:
- Schlaupitz (739 Einwohner, 511 evangelisch)
- Mellendorf (304 Einwohner, 263 evangelisch)

## Pastoren
1. 1533–1554 Anton von Raussendorf (* Plagwitz)
2. 1554–1599 Valentin Krampitz (* Brieg; † 1599)
3. 1600–1607 Valentin Hedwiger (* Liegnitz), später Pastor in Parchwitz
4. 1607–1633 David Raussendorf
5. 1636–1643 Adam Raussendorf der Jüngere (* Heidersdorf), später Pastor in Waldenburg
6. 1643–1654 Friedrich Materne (* Glatz)
7. 1654–1674 Johann Raussendorf (* Strehlen)
8. 1708–1737 Johann Christian Hildebrand (* Breslau)
9. 1738 Andreas Leonhard Baudis (* Liegnitz; † 1738)
10. 1738–1773 Gottlob Gerlach (* Rausse)
11. 1773–1775 Benjamin Gottlob Hennig (* Jauer; † 1775)
12. 1776–1784 Karl Gottlieb Wilhelm Tschirner (* Oels; † 1784)
13. 1784–1816 Johann Samuel Monse (* Seichau; † 1816)
14. 1816–1825 Christian Adam Suckow (* Sonderhausen)
15. 1825–1863 Ernst Friedrich Conrad (* Maltsch; † 1863)
16. 1864–1866 Karl Friedrich Julius Laffert († 1866)
17. 1867–1886 Carl Adolf Julius Kolde (* Ohlau)
18. 1887–1899 Rudolf Sowade (* Löwen)
19. 1900–1931 Richard Süßmann (* Liegnitz)
20. 1932–1945 Herbert Seidel (* Thorn)